# San Rafael del Río
San Rafael del Río település Spanyolországban, Castellón tartományban. San Rafael del Río Canet lo Roig, Rossell, Traiguera, La Sénia és Ulldecona községekkel határos. Lakosainak száma 530 fő (2024).

## Népesség
A település népessége az elmúlt években az alábbi módon változott:
| Lakosok száma | 451  | 481  | 511  | 546  | 552  | 512  | 483  | 469  | 468  | 530  |
|               | 2001 | 2004 | 2006 | 2009 | 2011 | 2014 | 2016 | 2019 | 2021 | 2024 |